# アポマトックス・コートハウスの戦い
アポマトックス・コートハウスの戦い（アポマトックス・コートハウスのたたかい、英:Battle of Appomattox Courthouse）は、南北戦争の最終盤1865年4月9日にアポマトックス方面作戦の最後としてバージニア州アポマトックス郡で行われた戦いである。この戦闘での敗北の結果、南軍ロバート・E・リー将軍の北バージニア軍は、北軍ユリシーズ・グラントに降伏し、南北戦争を事実上終わらせることになった。

## 背景
1865年4月1日、北軍フィリップ・シェリダン少将の騎兵隊はファイブフォークスの戦いでリー軍の右側面に回った。翌日グラント軍はピーターズバーグの防御線を決定的に突破し包囲戦を終わらせた。リーはピーターズバーグとリッチモンドを放棄し、補給列車が待っているはずの西のアポマトックス駅に向かった。そこからは南に動いてノースカロライナ州にいるジョセフ・ジョンストン軍との合流を期待していた。4月8日、アポマトックス駅の戦いで北軍のジョージ・カスター准将の騎兵師団がリー軍を待っていた3編成の補給列車と25門の大砲を捕獲し列車を焼いて、実質的にリー軍の退路を塞いだ。北軍のポトマック軍とジェームズ軍はアポマトックスに集結した。

## アポマトックスに至る道
リーはアポマトックスにあった自軍の補給物資を破壊され、このとき他に補給物資が待っているリンチバーグへ向かう鉄道に目を向けた。北軍はリー軍に迫っており、リー軍とリンチバーグの間には北軍騎兵隊がいた。リーは歩兵隊が到着する前に騎兵隊を突破することを望んだ。リーはグラントに伝言を送って、現在は降伏を望んでいないが、グラントの提示する条件がいかに南軍に影響するかを議論する用意があると伝えた。グラントは拍動性の頭痛があり、「リーがまだ戦うと言っているかのようだ」と言った。北軍の歩兵隊は接近していたが、シェリダンの騎兵隊を支援できるだけ近くにいる部隊はジョン・ギボン少将のジェームズ軍第23軍団だけだった。この軍団は21時間で30マイル (50 km)を行軍して騎兵隊の所に到着した。ジェームズ軍指揮官のエドワード・オードは第24軍団と共に午前4時頃に到着し、第5軍団も後方に近付いていた。シェリダンはアポマトックス・コートハウス南西の低い尾根に騎兵3個師団を配置した。

## 最後の戦闘
4月9日の夜明け、南軍ジョン・B・ゴードン少将の第2軍団はシェリダンの騎兵隊を攻撃し、素早く最初の前線から後退させた。南軍のフィッツヒュー・リー少将の騎兵隊が北軍の側面に回りこんだ。次の前線はラナルド・S・マッケンジーとジョージ・クルック各准将が守っていたが、これも後退した。ゴードン軍団は北軍前線に突撃して尾根を占領したが、その頂部に達した時、北軍第24軍団全軍が第5軍団を右手にして戦闘隊形にあることを見出した。フィッツヒュー・リーの騎兵隊はこれら北軍を見て即座に後退し、リンチバーグ方面に去った。オード軍団がゴードン軍団に向けて前進を開始し、一方北軍の第2軍団が北東にいた南軍ジェイムズ・ロングストリートの軍団に向けてこれも前進を始めた。リーの参謀チャールズ・ベナブル大佐がこの時ゴードンのところに馬で乗りつけ、評価を求めたとき、ゴードンはリーが聞きたくないと分かっていることを答えた。「リー将軍には、私がこの軍団をボロボロになるまで戦わせたこと、今ロングストリートの軍団から十分な支援が得られなければ何もできないと思うと伝えてくれ。」リーはこの答えを聞いて遂に避け難いことを告げた。「それでは私ができることはグラント将軍に会いに行くこと以外残っていない、私は千の死も死のう。」
リーの士官たちの多くはロングストリートを含めて、軍隊が降伏することが残された唯一の選択肢であることに合意した。只一人降伏に反対した高貴な士官はロングストリートの砲兵長エドワード・ポーター・アレクサンダー准将であり、もしリーが降伏すれば「他の南軍も同じ道を辿る」と予言した。午前8時、リーは馬でグラントとの会見に向かい、3人の副官が同行した。ゴードンの前線と、ロングストリート軍団にいまだ前進している北軍散兵の辺りでは銃声が聞こえており、リーはグラントから伝言を受け取った。グラントとリーの間で数時間文書のやり取りがあり、休戦が実現し、グラントはリーの降伏条件を議論したいという要請を受けた。リーの副官チャールズ・マーシャル大佐がグラントとリーの会見場所を探しに行った。マーシャルはウィルマー・マクリーンの家を選択したが、マクリーンは偶然にもこの南北戦争での最初の大会戦である第一次ブルランの戦いのときに南軍P・G・T・ボーリガード将軍が借りた家の持ち主と同じ者だった。

## 降伏
リーは染み一つ無い制服を着てグラントの到着を待った。グラントはリーからの伝言を受け取った時に頭痛が治まり泥の跳ね散った制服を着て到着した。政府支給のフランネルのシャツを着て、ズボンは泥の付いた長靴にたくし込み、帯剣はなく、唯一色褪せした肩章のみがその階級を示していた。グラントは突然悲しみに捉われて、会見の場所にいくのが辛くなり、2人の将軍は以前米墨戦争で出会ったときの話を簡単にしただけだった。リーが当座の問題に話を戻し、グラントは前に決めていたのと同じ条件を提示した。
この寛大な条件に加えて、グラントは敗軍の兵士たちにその馬やロバを連れ帰り春植えの植物の種を持たせ、リーにはその飢えた兵士たちに食糧を与えることもした。リーは、それが兵士達の間に大変良い効果をもたらすであろうこと、国中に和解をもたらすために良い効果を生むであろうことを述べた。リーが家を出て馬で去ると、グラントの兵士達は祝賀の喝采を始めたが、グラントはそれを直ぐに止めさせた。「しかし、私は直ぐにそれを止めるように言った。南軍も今は我々の国の者であり、彼らの失墜を歓喜したいとは思わなかった。」

## 正式な降伏
4月10日、リーはその軍隊に告別の挨拶を行った。同じ日に6人の代理人が集まって正式な降伏儀式について話し合った。ただし、南軍の士官は誰もそのような行事に出たいとは思ってもいなかった。その儀式を遂行するために選ばれた北軍の士官はジョシュア・チェンバレン准将であり、彼は後に1865年4月12日に目撃したことを回想し、感動的な賛辞を書いた。
この日、27,805名の南軍兵が通りその武器を積んだ。

## 戦闘の後
このとき国中では175,000名の南軍兵が残っていた。南軍のポーター・アレクサンダーがまさに予測していたように、他の南軍が降伏を始めるのは時間の問題だった。リー降伏の報せが広まると、他の南軍指揮官達は南軍が死に体以外の何者でもないことを悟り、自分達も武器を置くことにした。リーが合流を望んでいたノース・カロライナ州のジョセフ・ジョンストン軍は4月26日にウィリアム・シャーマン少将に対して降伏した。エドマンド・カービー・スミス将軍は5月にそのミシシッピ流域軍を降伏し、スタンド・ワティー准将は6月23日に最後の軍勢のある組織化された南軍として降伏した。
この降伏後にも幾つかの小さな戦闘が起こり、パルメット農場の戦いは南軍最後の軍事行動として広く知られている。
リーは降伏の時のグラントの寛大さを忘れることはなく、その残りの人生を通じて自分の前でグラントについて言われたぶしつけな言葉を容赦しなかった。同様にゴードン将軍はその降伏する軍隊に敬意を表するチェンバレンの単純な行動を胸にしまっておき、「騎士の誉れ」の例としてチェンバレンのことを引き合いに出した。